# 福間剛士
福間 剛士（ふくま たけし、1976年5月30日）は、日本の工学研究者。金沢大学ナノ生命科学研究所所長・教授。学位は京都大学博士（工学）。
2004年応用物理学会「講演奨励賞」受賞。2005年日本学術振興会「ナノプローブテクノロジー奨励賞」受賞。2008年未踏科学技術協会バイオナノテクフォーラム「高木賞」受賞。2008年日本生物物理学会「第４回若手奨励賞」受賞。2011年平成23年度「文部科学大臣表彰若手科学者賞」受賞。2018年第15回「日本学術振興会賞」受賞。
原子間力顕微鏡の分野において世界的な研究者の一人であり、2005年に世界で初めて液中環境下における真の原子分解能計測を達成した。

## 来歴[5]
1995年3月、愛知県立旭丘高等学校卒業。
1995年4月、京都大学工学部電気電子工学科入学。
1999年3月、京都大学工学部電気電子工学科卒業。
1999年4月、京都大学大学院工学研究科電子物性工学専攻修士課程入学。
2000年9月、京都大学大学院工学研究科電子物性工学専攻修士課程修了。
2000年10月、京都大学大学院工学研究科電子物性工学専攻博士後期課程進学。
2001年4月、京都大学　日本学術振興会特別研究員（ＤＣ１）。
2003年3月、京都大学大学院工学研究科電子物性工学専攻博士後期課程修了。
2003年3月、京都大学　博士（工学）取得。
2003年4月、京都大学　日本学術振興会特別研究員（ＰＤ）。
2004年4月、京都大学２１世紀ＣＯＥプロジェクト博士研究員。
2005年4月、Trinity College Dublin　主任研究員。
2007年5月、金沢大学　フロンティアサイエンス機構　特任准教授
2012年4月、金沢大学　理工研究域　電子情報学系　教授
2017年10月、金沢大学　ナノ生命科学研究所　所長